# Кубаткова, Марцела
Марцела Кубаткова (чеш. Marcela Kubatková, 13 января 1971, Чехословакия) — чешская ориентировщица, многократная призёрка чемпионатов мира по спортивному ориентированию.
В юношеском возрасте Марцела неоднократно принимала участие в чемпионатах мира среди юношей и девушек (YWOC), среди молодёжи (JWOC) и среди студентов (WUOC).
В 1991 году на молодёжном чемпионате мира (Junior World Orienteering Championships), проходившем в Берлине, завоевала серебряную медаль на классической дистанции.
Лучшим достижением на взрослых чемпионатах мира — шестое место на короткой дистанции на ЧМ 1995 года в немецком Детмолде.
Марцела Кубаткова трижды становилась обладательницей бронзовых медалей чемпионатов мира в эстафете.